# Per Arne Lundahl-Terrs
Per Arne Ivar Lundahl-Terrs, född 16 augusti 1939 i Växjö, är en svensk silversmed, formgivare, grafiker och ballongflygare.
Han är son till järnhandlaren Ivar Lundahl och Hagar Nilsson. Lundahl-Terrs studerade vid Kunst und Werkschule i Pforzheim, Tyskland samt på Konstfackskolan i Stockholm samt vid Krakóws konstakademi i Polen. Efter studierna har han varit verksam som konstnärlig ledare för Terrs i Wexiö. 
Bland hans offentliga arbeten märks utsmyckningar och kyrksilver till Gustav Vasa kyrka i Stockholm, Växjö domkyrka samt en väggmobil till Norrängens sjukhus Växjö. Under 1960-talet samarbetade han i olika projekt med designern Mona Morales-Schildt. 
Lundahl-Terrs är representerad vid Nationalmuseum i Stockholm och Pforzheim i Tyskland.